# Habikino
Habikino (羽曳野市 -shi) é uma cidade japonesa localizada na província de Osaka.
Em 2003 a cidade tinha uma população estimada em 119 857 habitantes e uma densidade populacional de 4 533,17 h/km². Tem uma área total de 26,44 km².
Recebeu o estatuto de cidade a 15 de Janeiro de 1959.

## Cidade-irmã
- Kameyama, Japão
- Gose, Japão
- Hietzing, Áustria